# 兵庫県立三木精愛園
兵庫県立三木精愛園（ひょうごけんりつみきせいあいえん）は兵庫県三木市にある兵庫県立知的障害者更生施設である。

## 概要
知的障害者福祉法に基づく、18歳以上の障害者を宿泊・通所をしながら基本的・社会的な生活指導や職業訓練を受けて集団の中で自立することを目的として、兵庫県北播磨地域地域を管轄する知的障害者更生施設を兵庫県が建設した。1982年8月1日に開所している。また、明仁天皇夫妻が訪問しており、施設の近くにある三木市立緑が丘小学校との交流も盛んであり、トライやるウィークの実習先である 。

## 所在地
- 兵庫県三木市緑が丘町本町2丁目3番地[1]

## 沿革

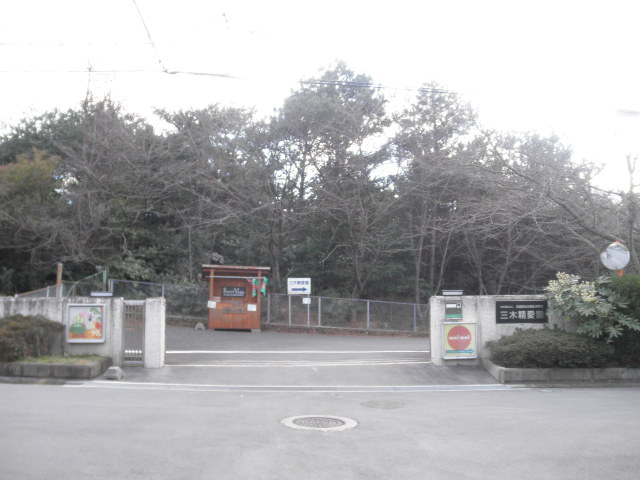
正門

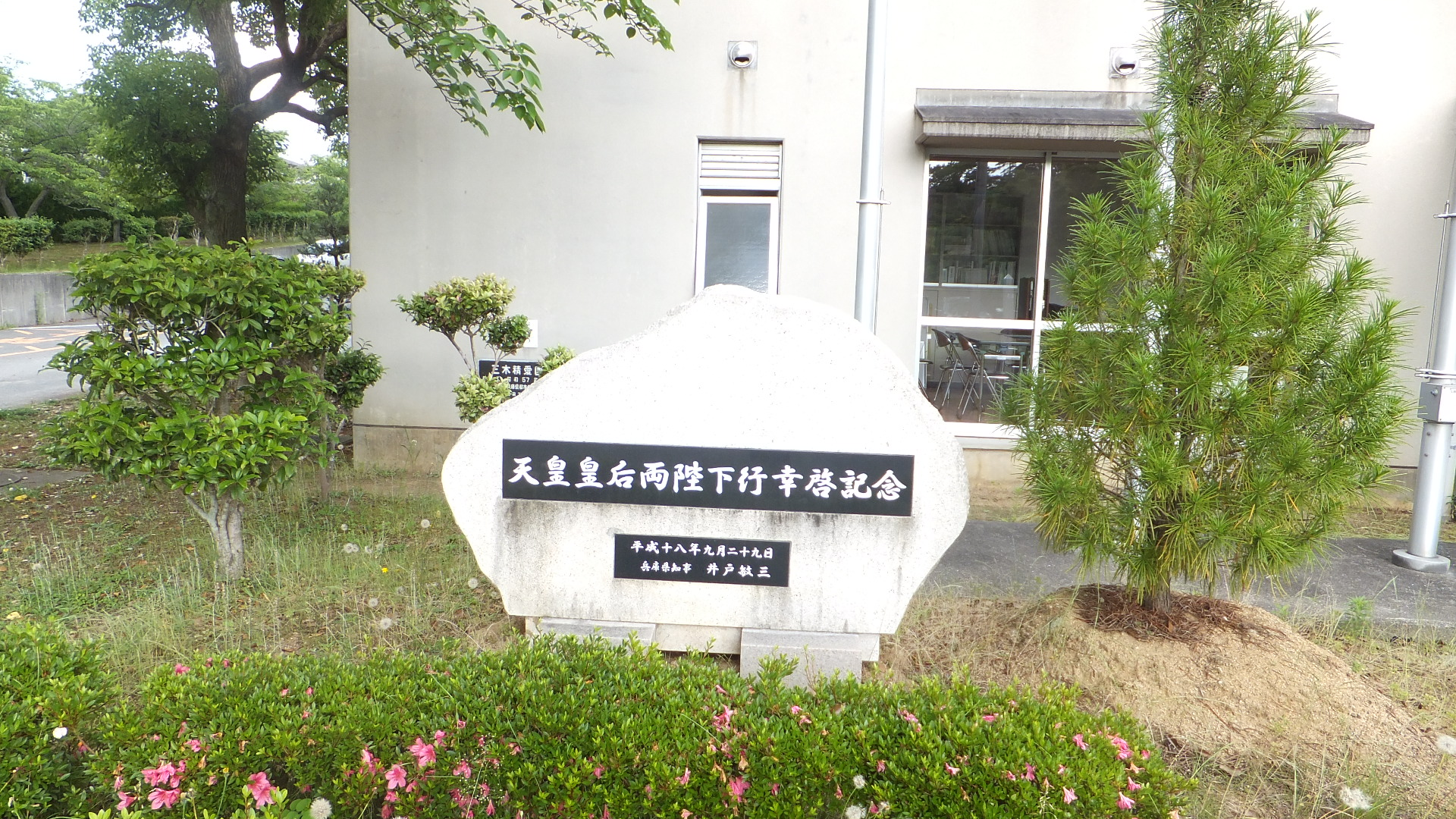
天皇皇后両陛下行幸啓記念の石碑

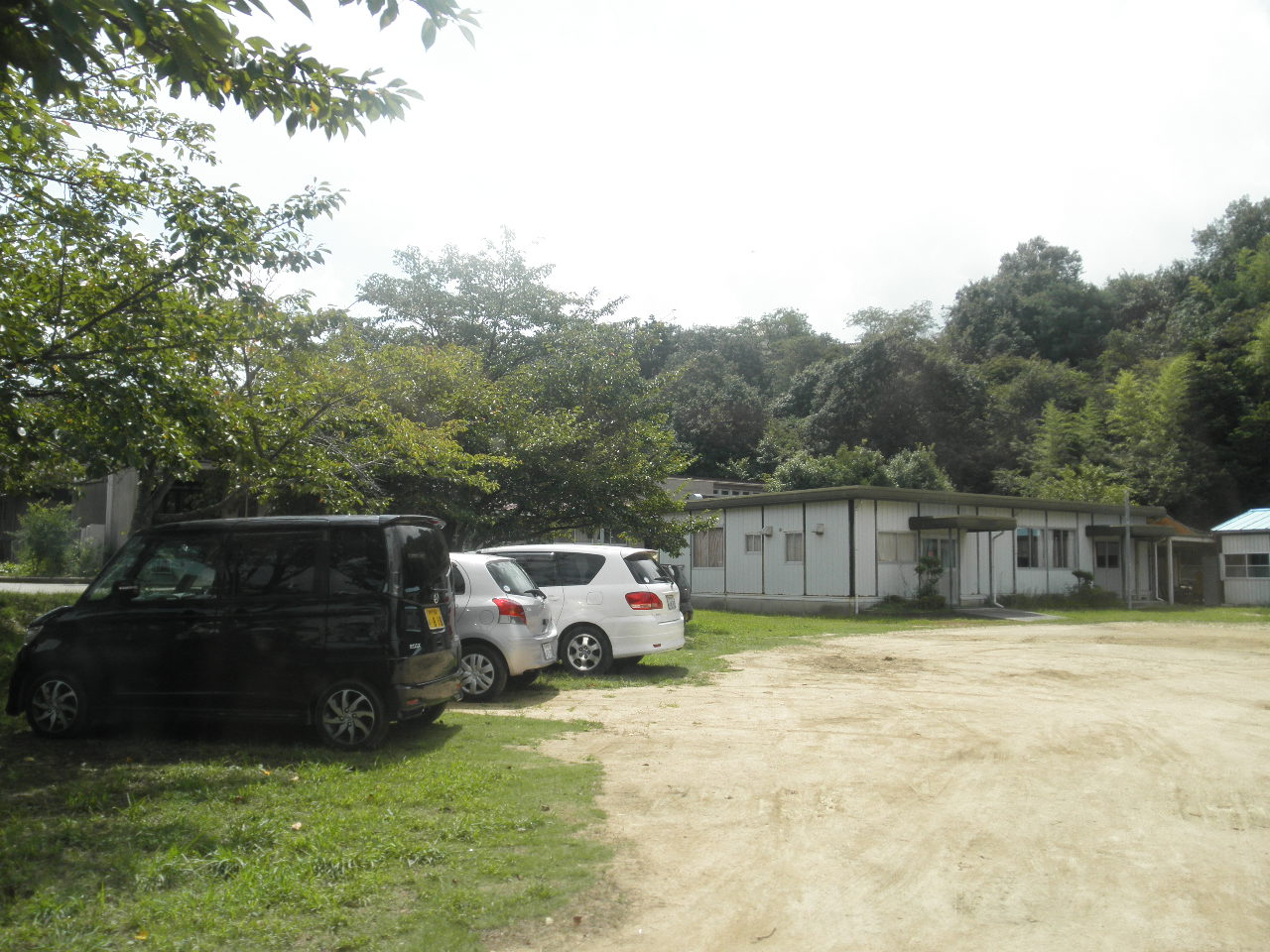
運動場

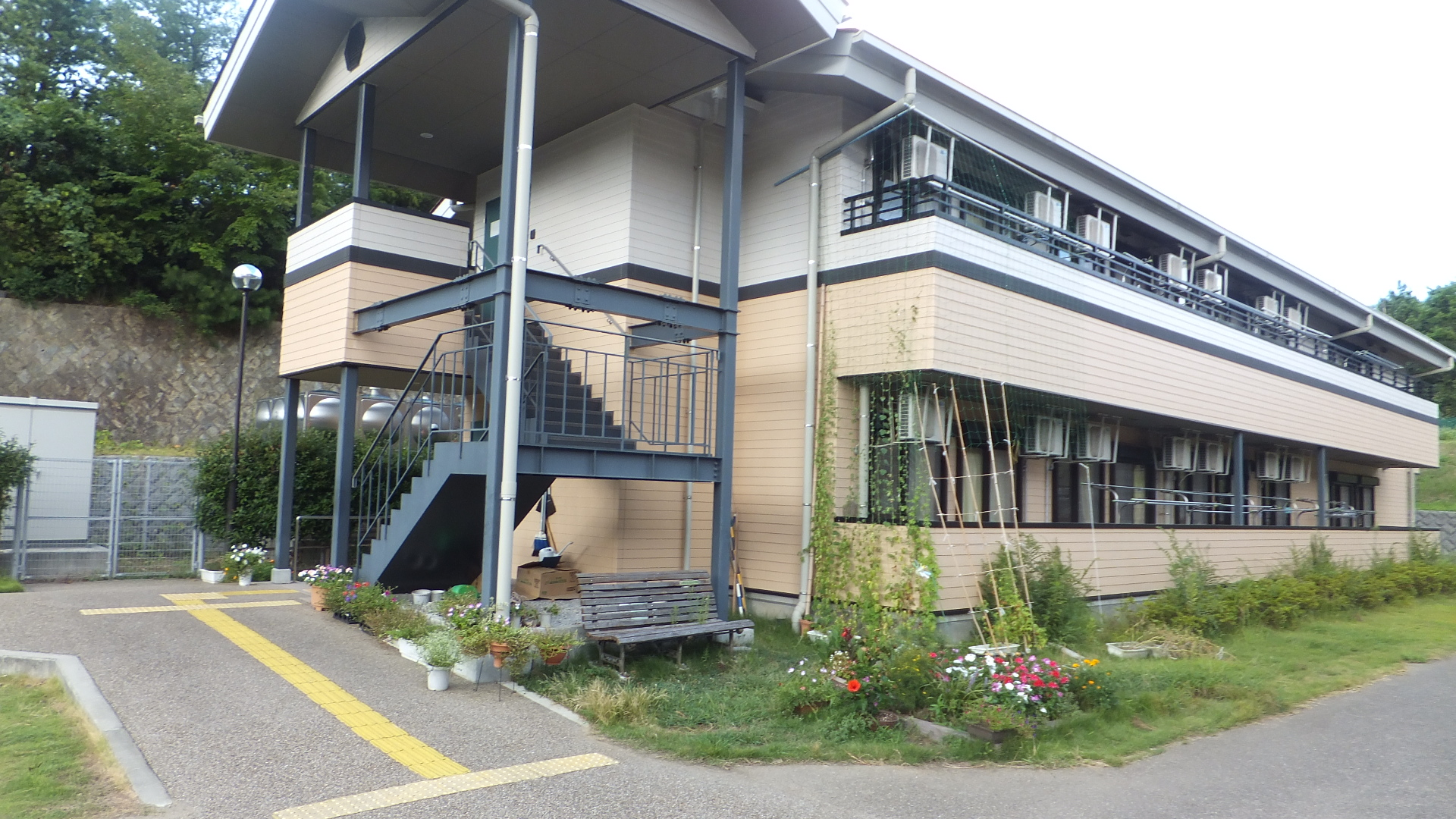
寄宿舎

- 1981年（昭和56年）12月16日 - 「三木精薄者更生施設」として建物が起工する[1][6]。
- 1982年（昭和57年）7月13日 - 建物が完成する[1]。
- 1982年（昭和57年）8月1日 - 開設する。当初は7月の予定であった[1][7]。
- 2005年（平成17年）4月1日 - 当園管理のグループホームを初めて開設する[1][8]。
- 2006年（平成18年）9月29日 - 明仁天皇夫妻が訪問[9] [1][10]。
- 2008年（平成20年）4月1日 - 施設改築工事により、入所定員を60人から74人に増やす[1][11]。
- 2008年（平成20年）7月29日 - 野菜専門の直売所「Seiai Vage」を開設する[12]。
- 2009年（平成21年）4月1日 - 運営者が兵庫県から社会法人三木精愛園に移管する。
- 2010年（平成22年）4月14日 - 障害者の販売実習を目的としてカレーショップ「moi moi」をオープンさせる[1][13][14]。

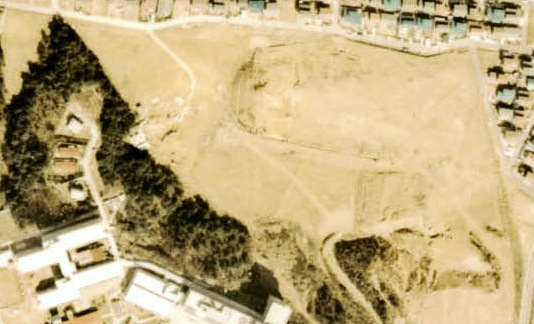
建設前の園舎
国土交通省 国土地理院 地図・空中写真閲覧サービスの空中写真を基に作成
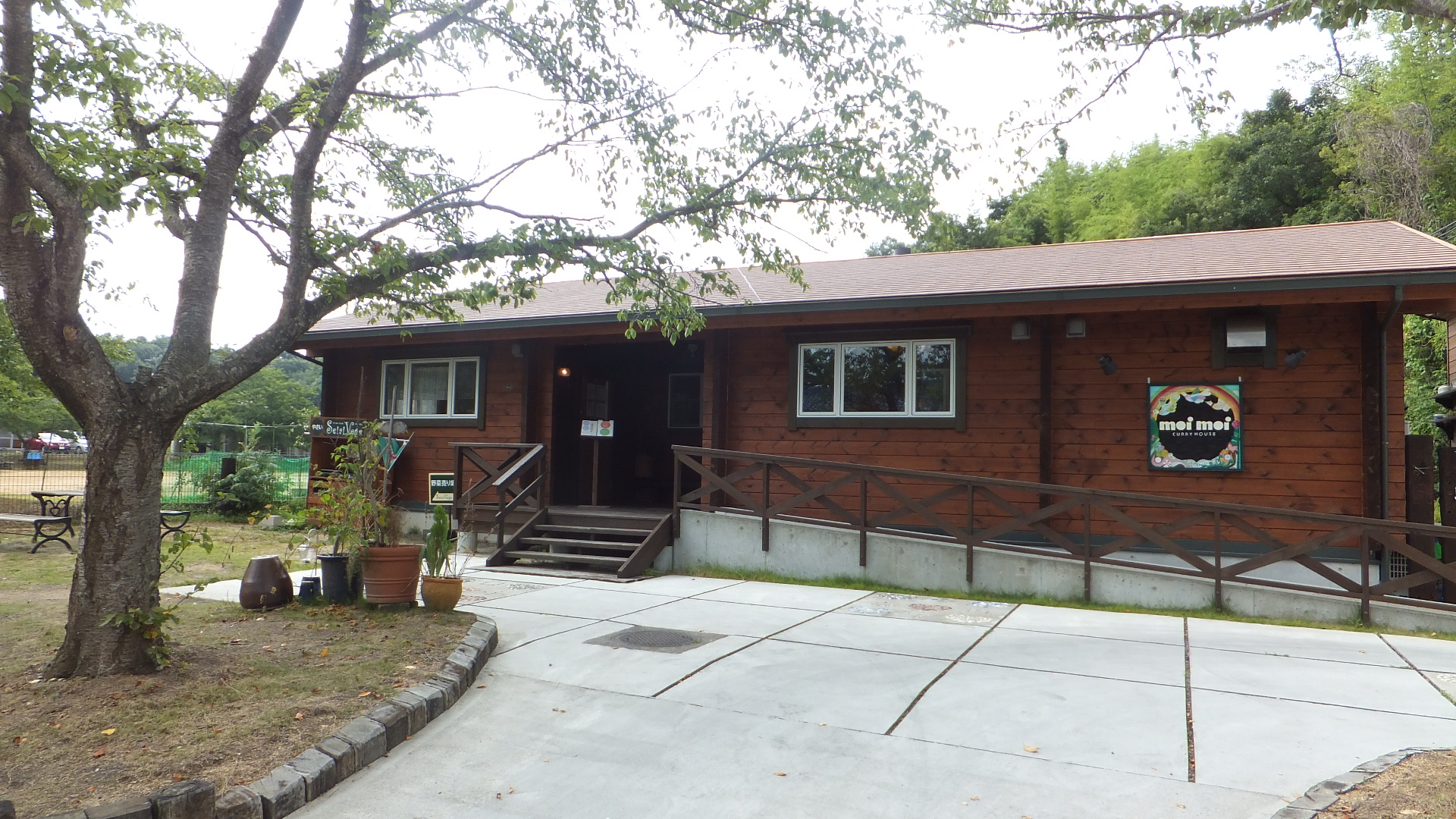
カレーショップ moi moi

## 入所資格
- 18歳以上で日常生活に介護・職業の指導訓練が必要な障害者[7]。

## 施設
各棟を渡り廊下で結び、鉄筋コンクリート造りで全て平屋建てで建設されていたが、現在は住居棟は2階建てである。
- 管理棟[6][7]
- サービス棟[6][7]
- 住居棟[6][7]
- 職業訓練棟 - 初歩的な作業の指導を目的とする為に建設された[6][7]。

## 事業
- 以下の4事業を主にしている。
  - 生活介護事業[15]
  - 自立訓練事業[16]
  - 就労移行支援事業[17] - 障害者の就労を目的としてプレテック三木工場で職場訓練を実施する。[18]
  - 地域支援事業[19]

## ケアホーム
一軒家を借り上げて、利用者の自立生活を目標とするために当園の近隣地に少人数の当園の利用者が居住するために2005年4月1日に「ひまわりの家」を開設したのを皮切りに6軒開設している。